# Jura (Hèbrides)

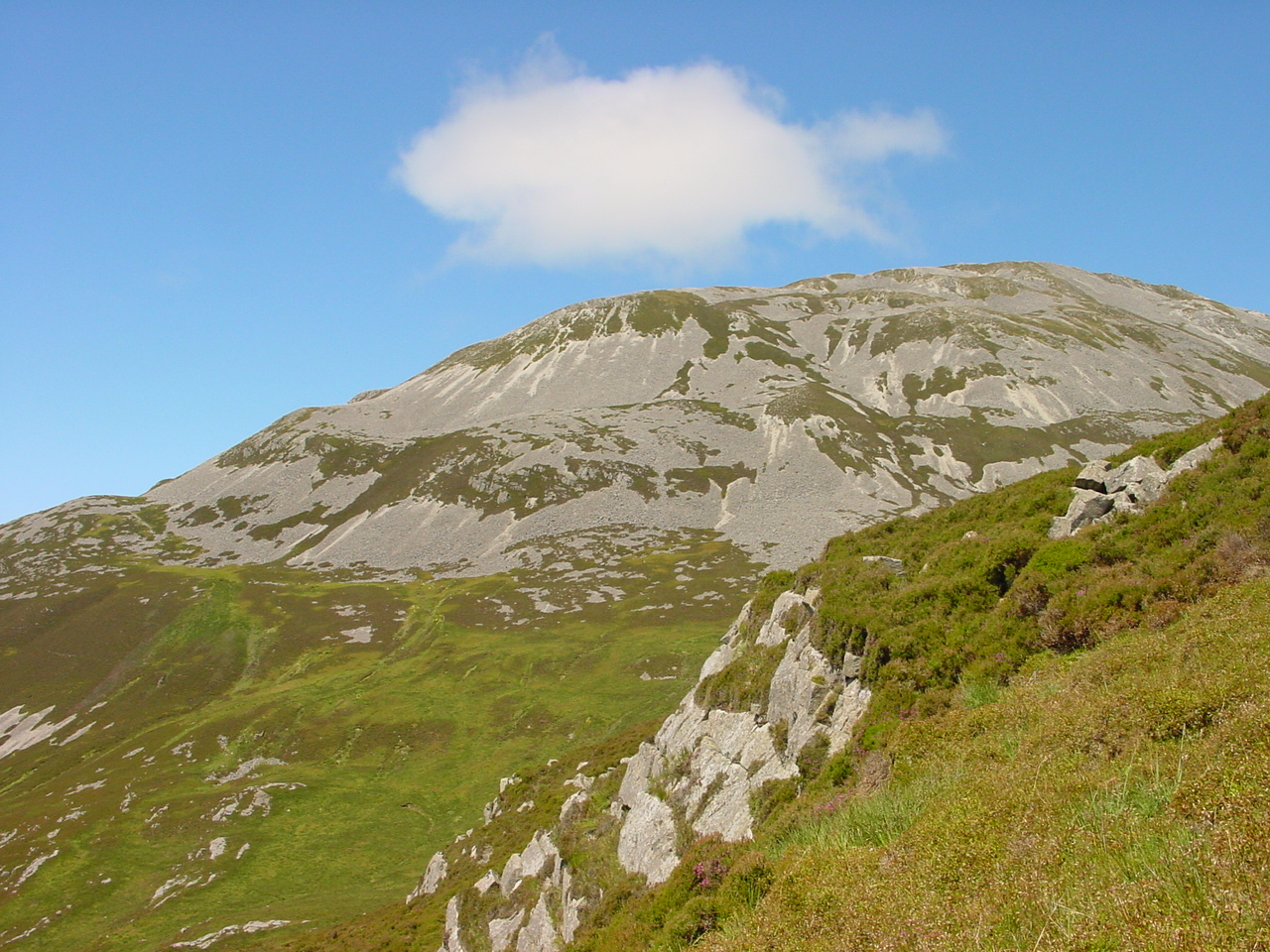
El Beinn a' Chaolais

L'illa de Jura (Diùra, pronuncieu [ˈtʲuːɾə], en gaèlic) és una illa de les Hèbrides Interiors, situada al nord-oest d'Escòcia just enfront de les seves costes. Es troba al nord-est de l'illa d'Islay i se separa de la costa escocesa per l'estret de Jura (Sound of Jura). L'illa ha estat designada com una National Scenic Area, estatut de conservació especial al Regne Unit.
El seu nom probablement provingui del nòrdic antic hjörtr que significa daina, animal abundant als turons de l'illa.
George Orwell hi va fer una estada i hi acaba la novel·la 1984.

## Geografia
Jura enllaça amb l'illa d'Islay amb un petit ferri, que va de Port Askaig a Islay fins a Feolin a Jura.
La localitat principal, Craighouse, situada a la costa est, posseeix l'únic hotel de l'illa i també un pub, una adrogueria, una església i l'única destil·leria de whisky de l'illa on es fabrica el Jura single malt.
Tres muntanyes de cims cònics dominen Jura, les Paps of Jura (Pap pot traduir-se per mamelló):
- Beinn an Òir (la muntanya de l'or) és la més alta amb 785 metres;
- Beinn Shiantaidh (la muntanya santa) amb 735 metres;
- Beinn a' Chaolais (la muntanya de l'estret) amb 734 metres.

Aquestes muntanyes es poden veure des de Kintyre i, fins i tot, des de Skye o Irlanda del Nord.